# Sewickley Heights
Sewickley Heights es un borough ubicado en el condado de Allegheny en el estado estadounidense de Pensilvania. En el año 2000 tenía una población de 981 habitantes y una densidad poblacional de 51.9 personas por km².

## Geografía
Sewickley Heights se encuentra ubicado en las coordenadas 40°33′40″N 80°9′20″O / 40.56111, -80.15556.

## Demografía
Según la Oficina del Censo en 2000 los ingresos medios por hogar en la localidad eran de $115,672 y los ingresos medios por familia eran $158,756. Los hombres tenían unos ingresos medios de $89,473 frente a los $40,417 para las mujeres. La renta per cápita para la localidad era de $79,541. Alrededor del 7% de la población estaba por debajo del umbral de pobreza.